# Saint-Jean-sur-Veyle
Saint-Jean-sur-Veyle ist eine französische Gemeinde mit 1.154 Einwohnern (Stand: 1. Januar 2022) im Département Ain in der Region Auvergne-Rhône-Alpes; sie gehört zum Arrondissement Bourg-en-Bresse und zum Kanton Vonnas.

## Geographie
Die Gemeinde Saint-Jean-sur-Veyle liegt in der Landschaft Bresse, etwa acht Kilometer südöstlich von Mâcon und etwa 24 Kilometer westnordwestlich von Bourg-en-Bresse an der Veyle, in die hier an der östlichen Gemeindegrenze der Zufluss Menthon mündet.
Umgeben wird Saint-Jean-sur-Veyle von den Nachbargemeinden Saint-André-de-Bâgé im Norden, Bâgé-Dommartin im Norden und Nordosten, Saint-Cyr-sur-Menthon im Osten, Perrex im Südosten, Biziat im Südosten und Süden, Laiz im Süden und Südwesten, Pont-de-Veyle im Westen sowie Crottet im Westen und Nordwesten.

## Bevölkerungsentwicklung
| Jahr                       | 1962 | 1968 | 1975 | 1982 | 1990 | 1999 | 2006 | 2016 | 2021 |
| Einwohner                  | 740  | 694  | 690  | 845  | 926  | 958  | 1009 | 1122 | 1159 |
| Quellen: Cassini und INSEE |      |      |      |      |      |      |      |      |      |

## Gemeindepartnerschaft
Über den Gemeindeverband besteht eine Partnerschaft mit der deutschen Gemeinde Straubenhardt in Baden-Württemberg.

## Sehenswürdigkeiten
- Kirche Saint-Jean-Baptiste aus dem 15. Jahrhundert, Monument historique seit 1965
- Wassermühlen

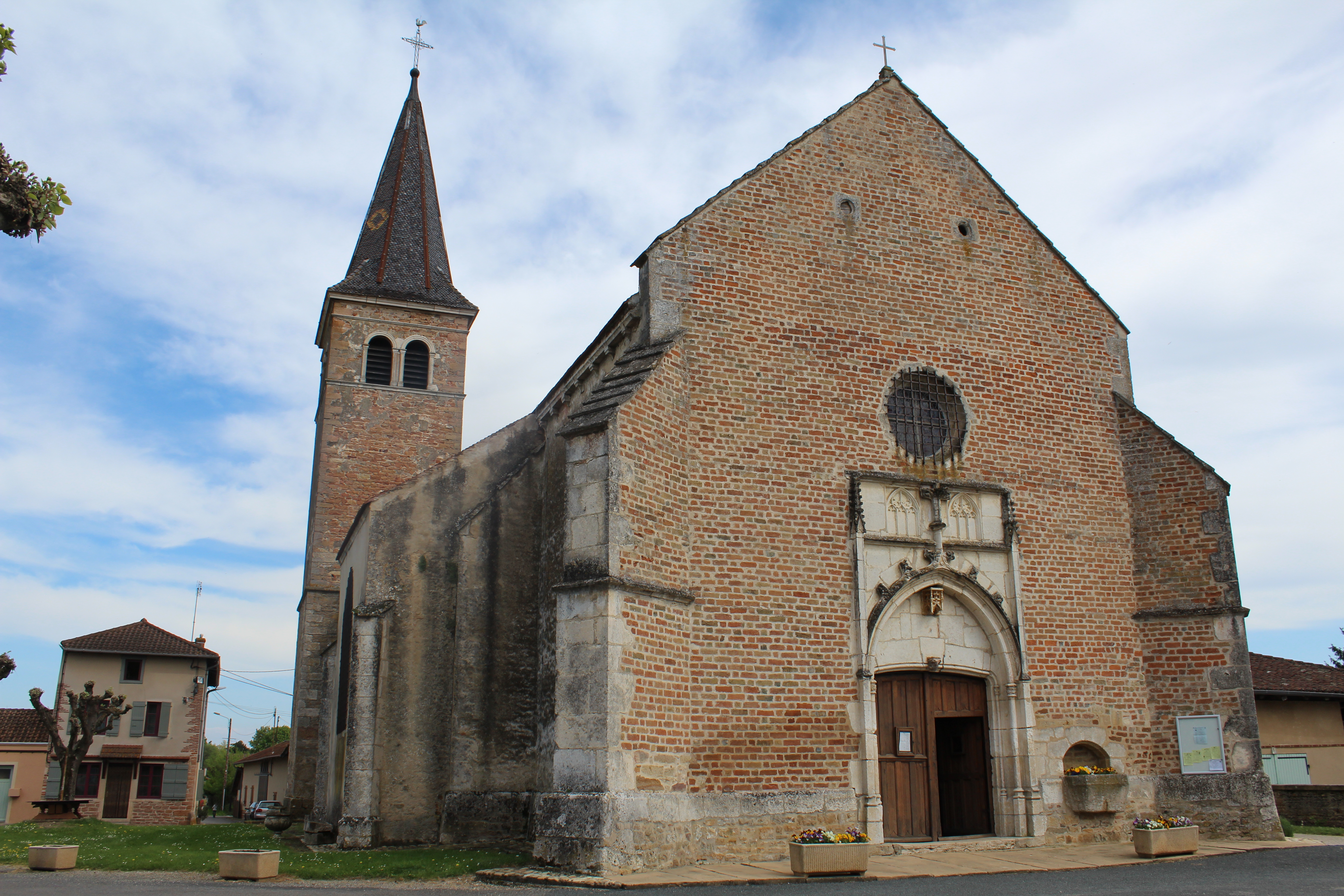
Kirche Saint-Jean-Baptiste
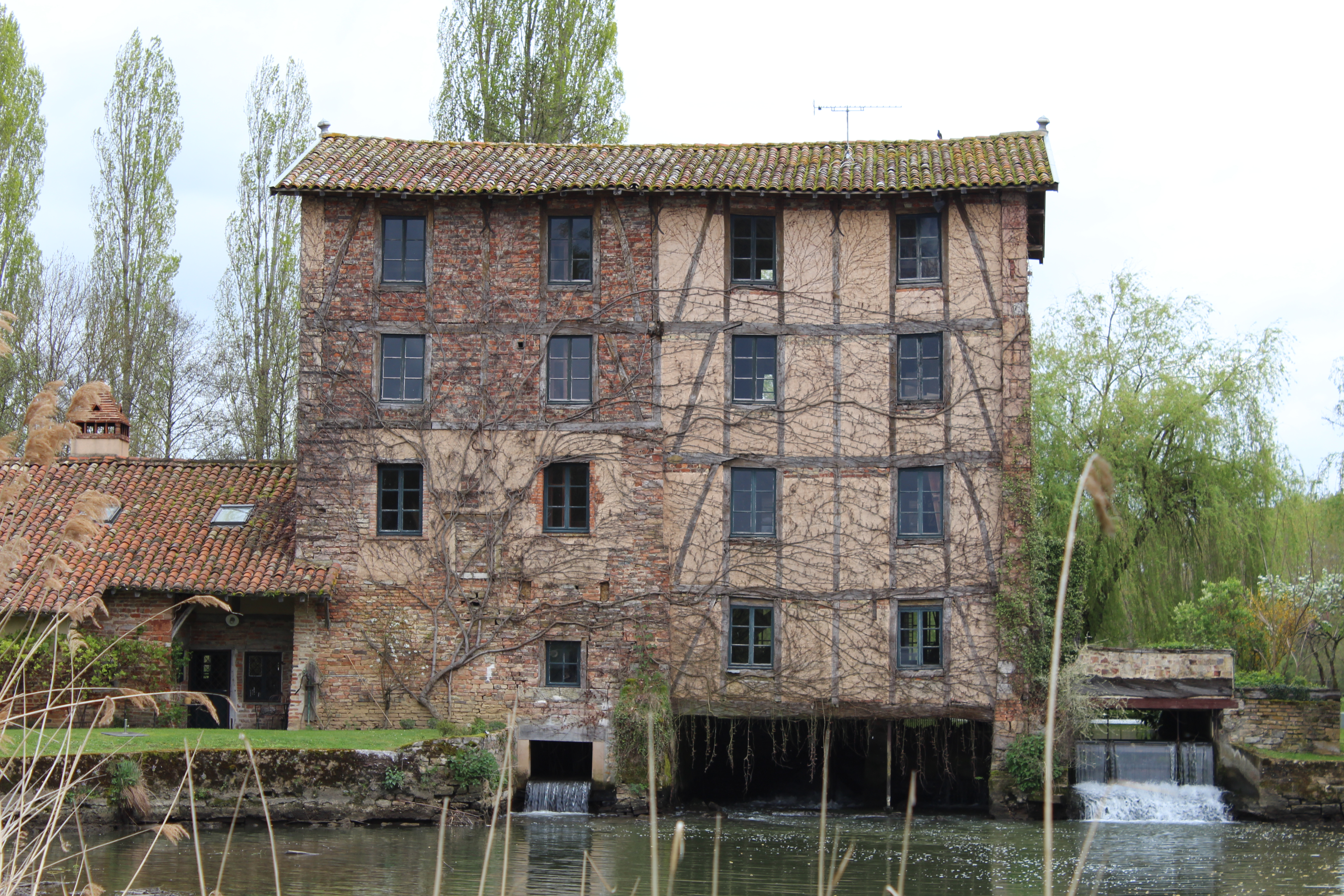
Mühle Grand
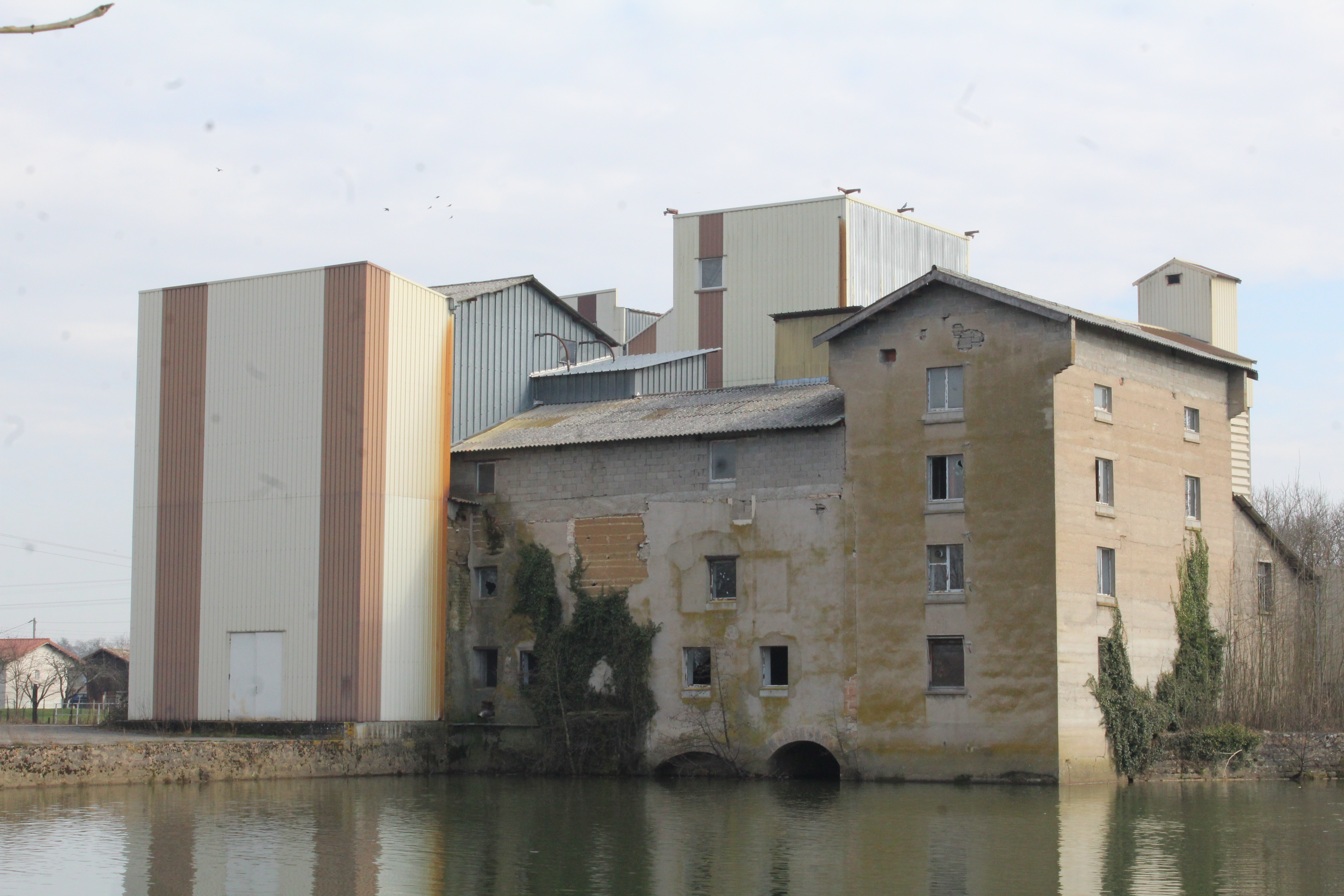
Mühle Prat
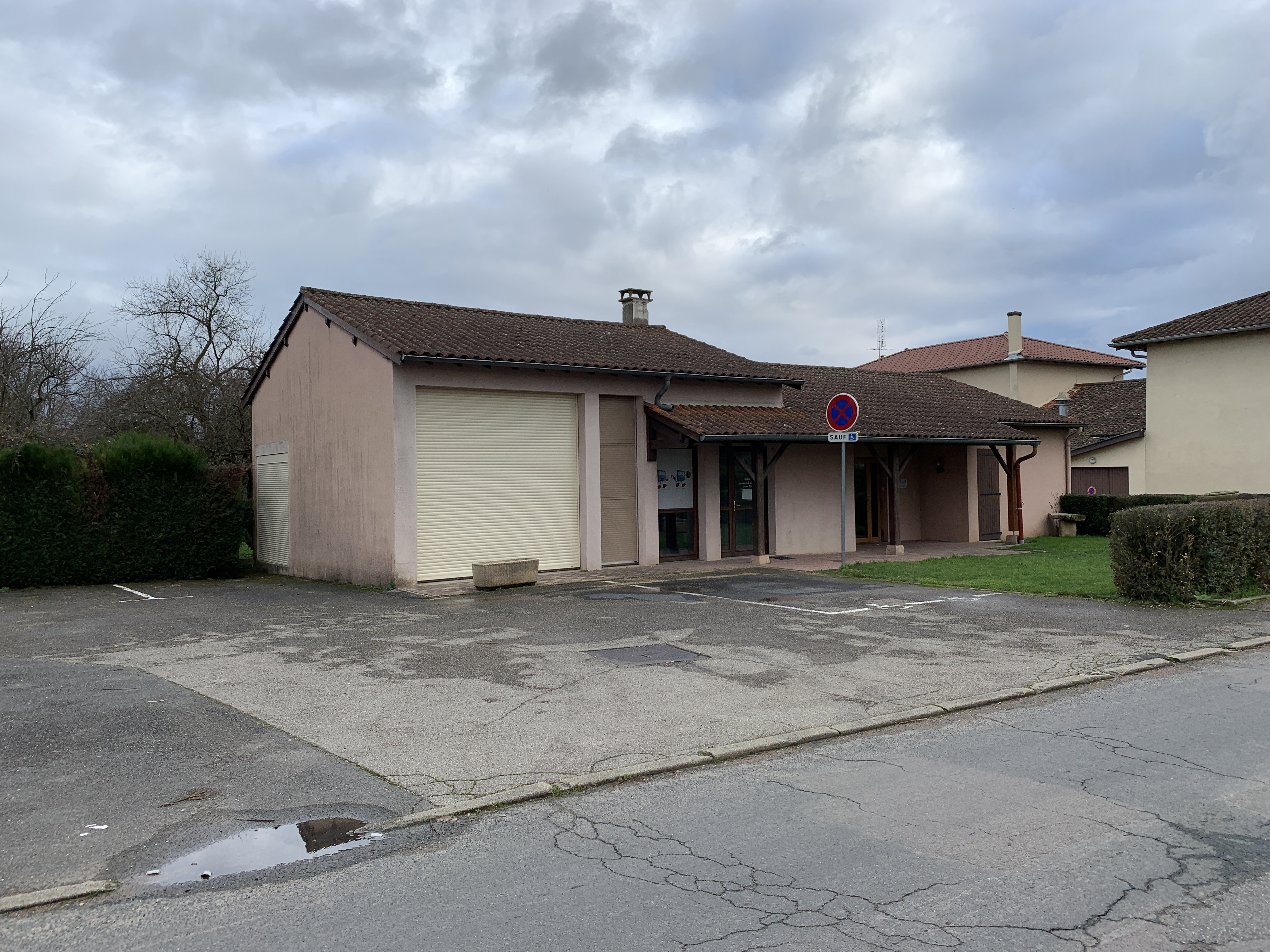
Ehemaliges Rathaus
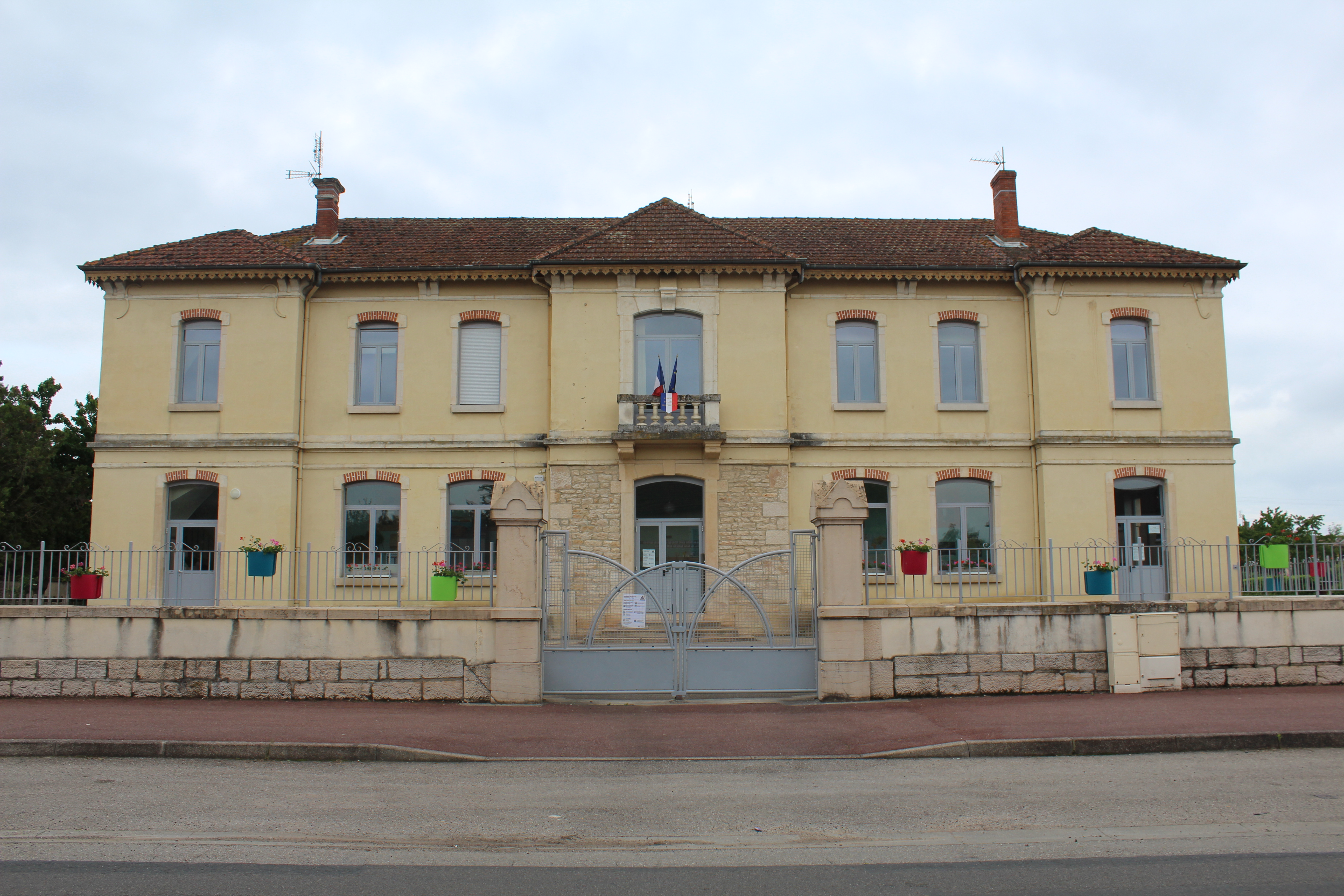
Grundschule
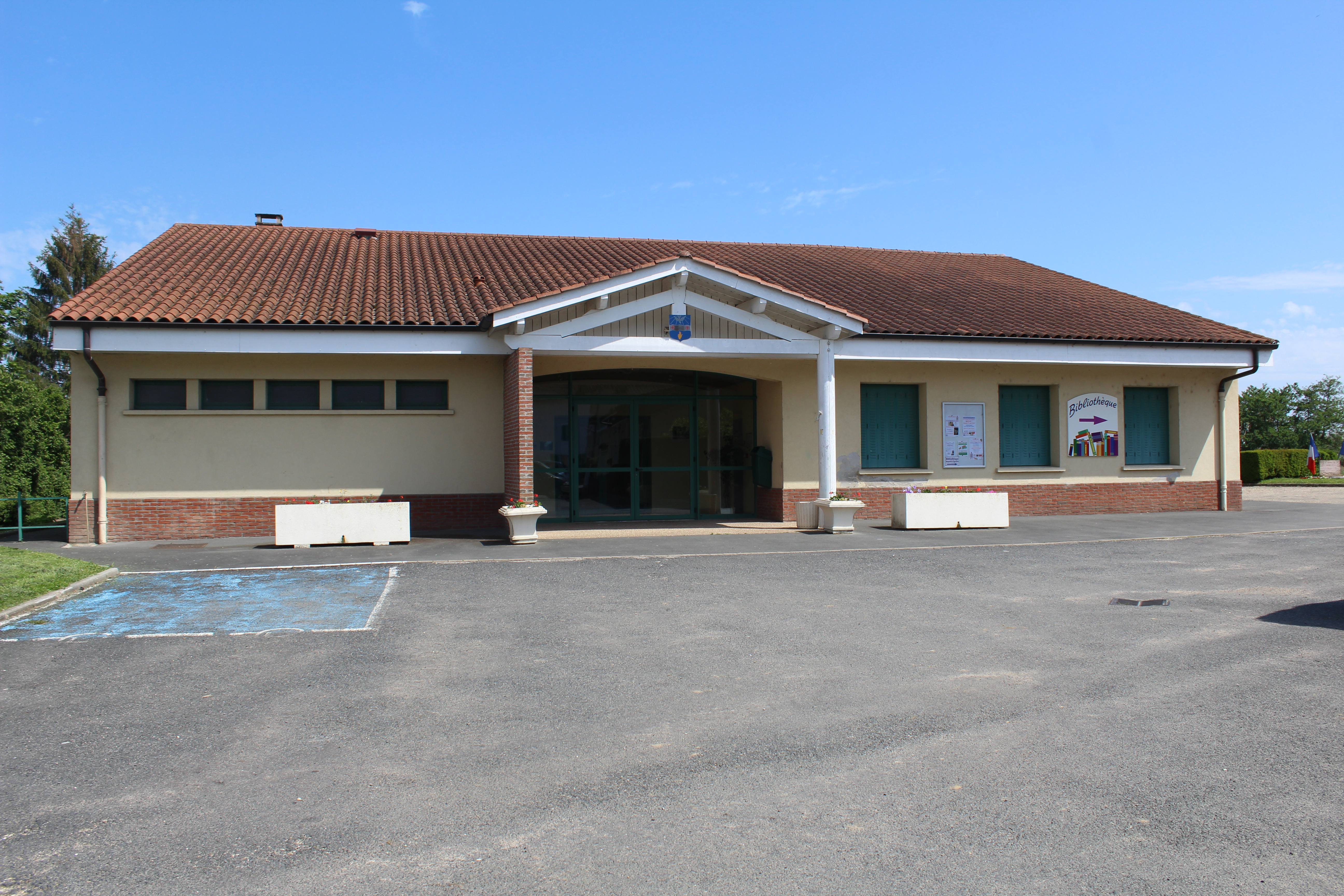
Gemeindefesthalle
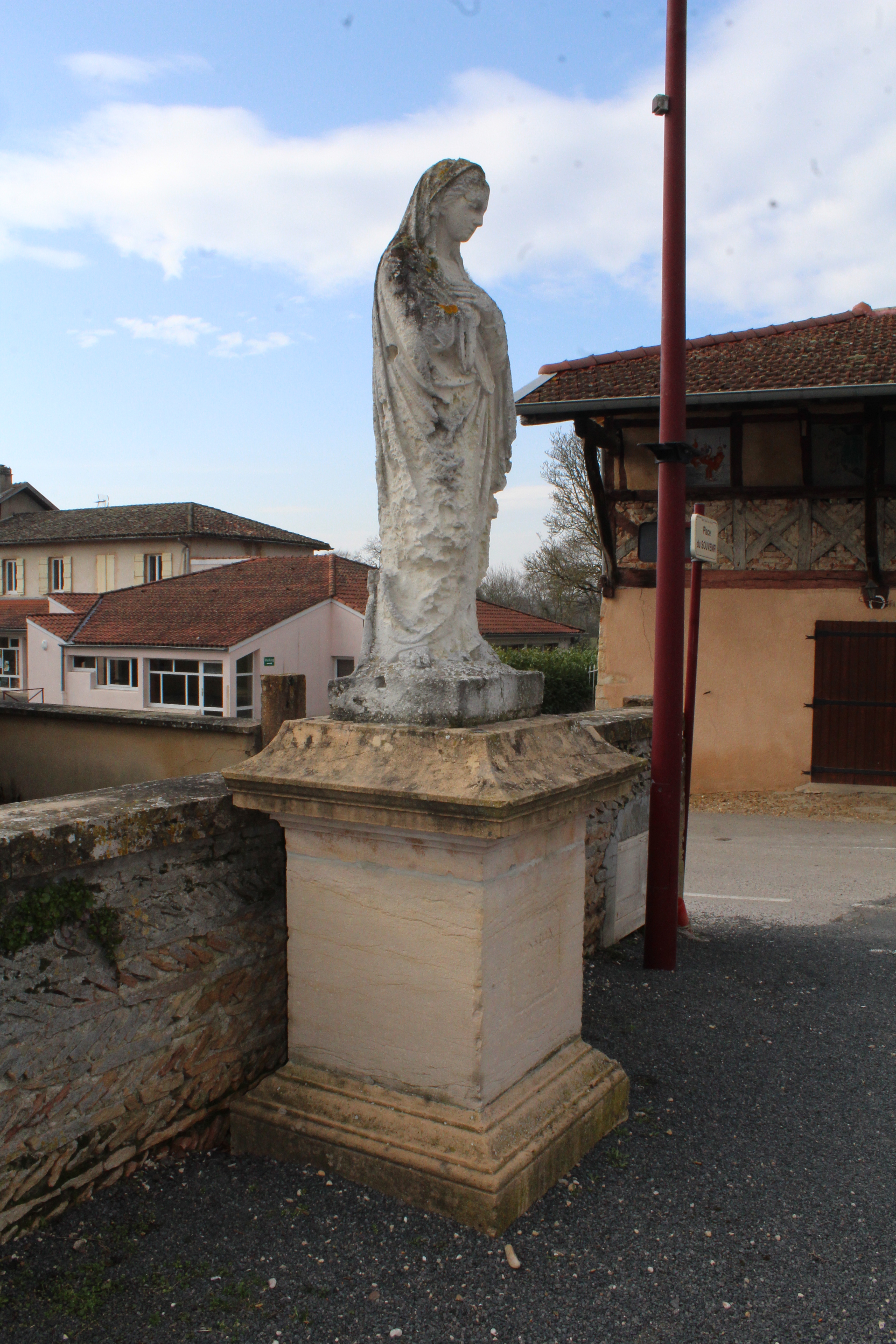
Marienstatue